# Italochrysa necopinata
Italochrysa necopinata is een insect uit de familie van de gaasvliegen (Chrysopidae), die tot de orde netvleugeligen (Neuroptera) behoort. 
Italochrysa necopinata is voor het eerst wetenschappelijk beschreven door Hölzel & Ohm in 2003.